# اووه کلنر
اووه کلنر (آلمانی: Uwe Kellner؛ زادهٔ ۱۷ مارس ۱۹۶۶) قایقران روئینگ اهل آلمان است.